# Cephalosilurus
Cephalosilurus es un género de peces de la familia Pseudopimelodidae en el orden de los Siluriformes.

## Especies
Las especies de este género son:
- Cephalosilurus albomarginatus (Eigenmann, 1912)
- Cephalosilurus apurensis (Mees, 1978)
- Cephalosilurus fowleri Haseman, 1911
- Cephalosilurus nigricaudus (Mees, 1974)